# Rozruchy Gordona

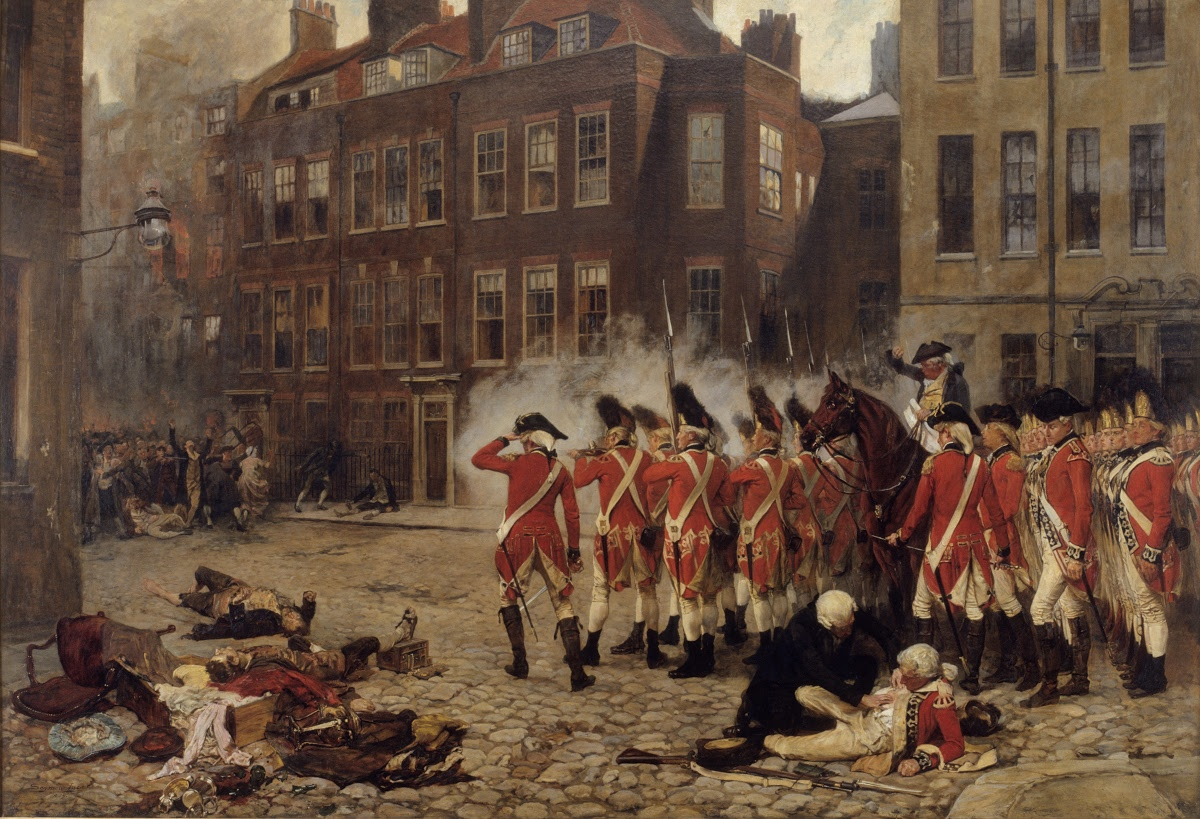
Rozruchy Gordona, obraz Johna Seymoura Lucasa

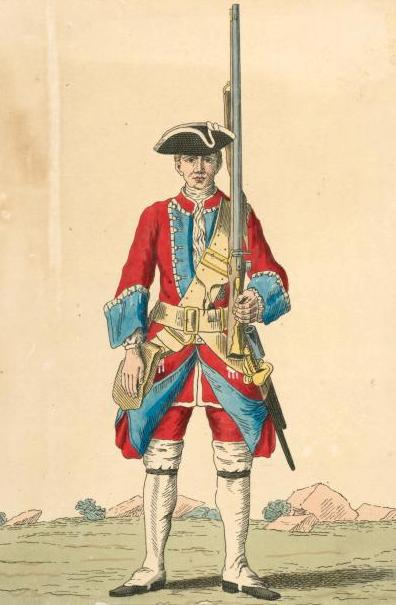
żołnierz z pułku Regimentu Queen’s Regiment of Foot, który tłumił rozruchy

Rozruchy Gordona (ang. Gordon Riots) – niepokoje społeczne w Londynie w 1780 roku. Radykalni protestanci, którym przewodził lord George Gordon (1751–1793), protestowali przeciwko ustępstwom na rzecz katolików, które uzyskali przez Roman Catholic Relief Act, 1778. Wydanie tego aktu miało na celu uspokoić napiętą sytuację w Irlandii.
29 maja 1780 zaczął się zbierać tłum sympatyków Gordona i wrogów „papistów”. 2 czerwca tłum, którego liczebność oceniano na ok. 40–60 tys. ludzi, krzyczących „No Popery” próbował wtargnąć do Izby Gmin, co mu się jednak nie udało. Gordon wraz z kilkoma stronnikami przystrojonymi w niebieskie kokardy wszedł do Izby i przedstawił petycję o odwołanie aktu z 1778. Nie obyło się bez obelg rzucanych w stronę pobłażliwych wobec papistów biskupów i zdzierania peruk lordom. Wtedy tłum wymknął się spod kontroli: splądrowano więzienie Newgate, a także uszkodzono budynek Bank of England, rabowano domy nie tylko katolików, lecz również sędziów i urzędników.
Zajścia trwały tydzień i zostały stłumione przez wojsko. Szacuje się, że zabito i raniono koło 500 osób. Wystąpienia te pod względem skali porównywalne są do początków Wielkiej Rewolucji Francuskiej. Była to jednak bardziej żywiołowa eksplozja, niemająca politycznego programu. Wielu historyków uważa, że zamieszki były bardziej skutkiem spożycia nadmiernych ilości alkoholu przez uczestników i zwykłej bigoterii, niż jakichś przemian świadomości w społeczeństwie, wykorzystywanych przez zwalczające się frakcje.